# 天下第一 (電影)
天下第一（英語：All the King's Men），1983年出品之臺灣電影，國語發音，導演為胡金銓，製片者為中央電影公司。背景設定在五代十國，以連環計形式描寫宮廷鬥爭，頗有黑色喜劇意味。
本片攝製於1982年，是胡金銓導演跳脫武俠類型的作品，同時也是女星唐寶雲息影前最後的演出作品。

## 製作
- 編劇：胡金銓、小野、吳念真
- 監製：明驥
- 出品人：艾越新
- 製片人：徐國良
- 策劃：趙琦彬
- 執行製片：趙琦彬
- 助理執行製片：章錫坤
- 顧問：高陽
- 美術設計：王童
- 服裝設計：胡金銓、王童
- 攝影：周業興
- 燈光：支學福
- 音樂作曲：鄭思森
- 剪接：汪晉臣
- 錄音：忻江盛
- 舞蹈設計：鄭佩佩、許惠美、盧志明
- 〈金錢豹〉設計：胡金銓
- 〈金錢豹〉指導：馬元亮、趙榮來
- 副導演：李龍
- 助導：劉君玉、張家楨
- 場記：何有緣
- 壁畫設計：鄭正慶
- 石景提供：馬賽
- 針灸顧問：林天樹
- 劇務：方正同、陳存道、韋昭平
- 劇照：施憲雄
- 美工：林崇文、李鍚堅、臧平
- 佈景裝置：簡明長
- 攝影助理：楊渭漢、呂俊銘
- 化粧：周玲子
- 服裝：潘美麗
- 道具：張霽、林德賢
- 梳粧：林雅蓉
- 場務：丁國洲

## 演員
- 田豐 飾 柴榮
- 唐寶雲飾皇后
- 崔苔菁飾郡主 白荷
- 鄭佩佩
- 慕思成 飾 趙匡胤
- 曹健
- 雷鳴
- 華萱萱
- 李昆
- 魏蘇
- 薛漢
- 彭小仙
- 韓江
- 張富樁
- 李文泰
- 李彩
- 陳慧樓
- 王宇
- 陳民珠
- 楊俊俠
- 孫亞東
- 謝屏楠
- 于守仁
- 李長安
- 蔣芒苓
- 初本科
- 任浩
- 楊泓
- 丹陽
- 于恆
- 張杰（畫家）特別客串

## 獎項
| 頒獎典禮     | 獎項         | 名單         | 結果 |
| ------------ | ------------ | ------------ | ---- |
| 第20屆金馬獎 | 最佳美術設計 | 王童、胡金銓 | 提名 |
| 第20屆金馬獎 | 最佳服裝設計 | 王童、胡金銓 | 獲獎 |

## 外部連結
- 開眼電影網上《天下第一》的資料（繁體中文）
- 香港影庫上《天下第一》的資料（繁體中文）
- 时光网上《天下第一》的資料（简体中文）
- 豆瓣电影上《天下第一》的資料 （简体中文）
- AllMovie上《天下第一》的资料（英文）
- 互联网电影数据库（IMDb）上《天下第一》的资料（英文）